# Žravé šachy
Žravé šachy, někdy žravky, je varianta šachové hry. Varianta má mnoho odpůrců, ale i příznivců.

## Pravidla
Pravidla se odvíjí od pravidel běžného šachu. Hraje se se šestnácti kameny na obou stranách, rozestavění figur je stejné. Největší rozdíl od klasického šachu spočívá v cíli hry, kterým není dosažení matu, ale přijít o všechny své figury nebo dosáhnout situace, kdy hráč nemůže nijak táhnout. Další odlišnosti jsou následující:
- Může-li hráč sebrat nějakou figuru, musí tak učinit.
- Ve hře se ignorují všechna pravidla šachování krále.
- Pěšec se na konci smí proměnit v krále.[1]
- Není povolena rošáda.[2]

Pokud na šachovnici zbudou dvě figury, u nichž nelze vynutit sebrání (např. dva králové nebo černopolný a bělopolný střelec proti sobě), partie buď končí remízou nebo prohrává bílý, protože měl výhodu prvního tahu, zde záleží na domluvě mezi hráči.